# Treis-Sants-en-Ouche
Treis-Sants-en-Ouche es una comuna nueva francesa situada en el departamento de Eure, de la región de Normandía.

## Historia
Fue creada el 1 de enero de 2019, en aplicación de una resolución del prefecto de Eure de 25 de septiembre de 2018 con la unión de las comunas de Saint-Aubin-le-Vertueux, Saint-Clair-d'Arcey y Saint-Quentin-des-Isles, pasando a estar el ayuntamiento en la antigua comuna de Saint-Aubin-le-Vertueux.

## Demografía
Según los datos aportados en la resolución del prefecto de Eure, la comuna se crea con 1469 habitantes.

## Composición
| Comuna fusionada        | Código INSEE | Población (2016) | Superficie (km²) | Densidad (hab./km²) |
| ----------------------- | ------------ | ---------------- | ---------------- | ------------------- |
| Saint-Aubin-le-Vertueux | 27516        | 859              | 15.12            | 57                  |
| Saint-Clair-d'Arcey     | 27523        | 342              | 11.61            | 29                  |
| Saint-Quentin-des-Isles | 27600        | 224              | 4                | 56                  |